# Чеснокова, Галина Александровна
Гали́на Алекса́ндровна Чесноко́ва (до 1956 — Мотора́ева, в 1956—1958 — Румянцева ; 12 марта 1934 — 8 июля 2016) — советская волейболистка, игрок сборной СССР (1962—1963). Чемпионка Европы 1963, чемпионка СССР 1963. Нападающая. Мастер спорта СССР (1958), заслуженный мастер спорта России (2003).
Выступала за команды:
- до 1956 — «Буревестник» (Москва);
- 1956—1964 — ЦСК МО/ЦСКА.

В составе ЦСКА в 1962 году стала серебряным призёром чемпионата СССР. Победитель Спартакиады народов СССР и чемпионка СССР 1963 в составе сборной Москвы.
В сборной СССР в официальных соревнованиях выступала в 1962—1963 годах. В её составе: серебряный призёр чемпионата мира 1962, чемпионка Европы 1963.
После окончания игровой карьеры работала инженером-электромехаником.
Мужем Галины Чесноковой был известный советский волейболист и тренер, заслуженный мастер спорта Юрий Чесноков (1933—2010). Дочь — Надежда Юрьевна Ушакова.